# ترانزیستور

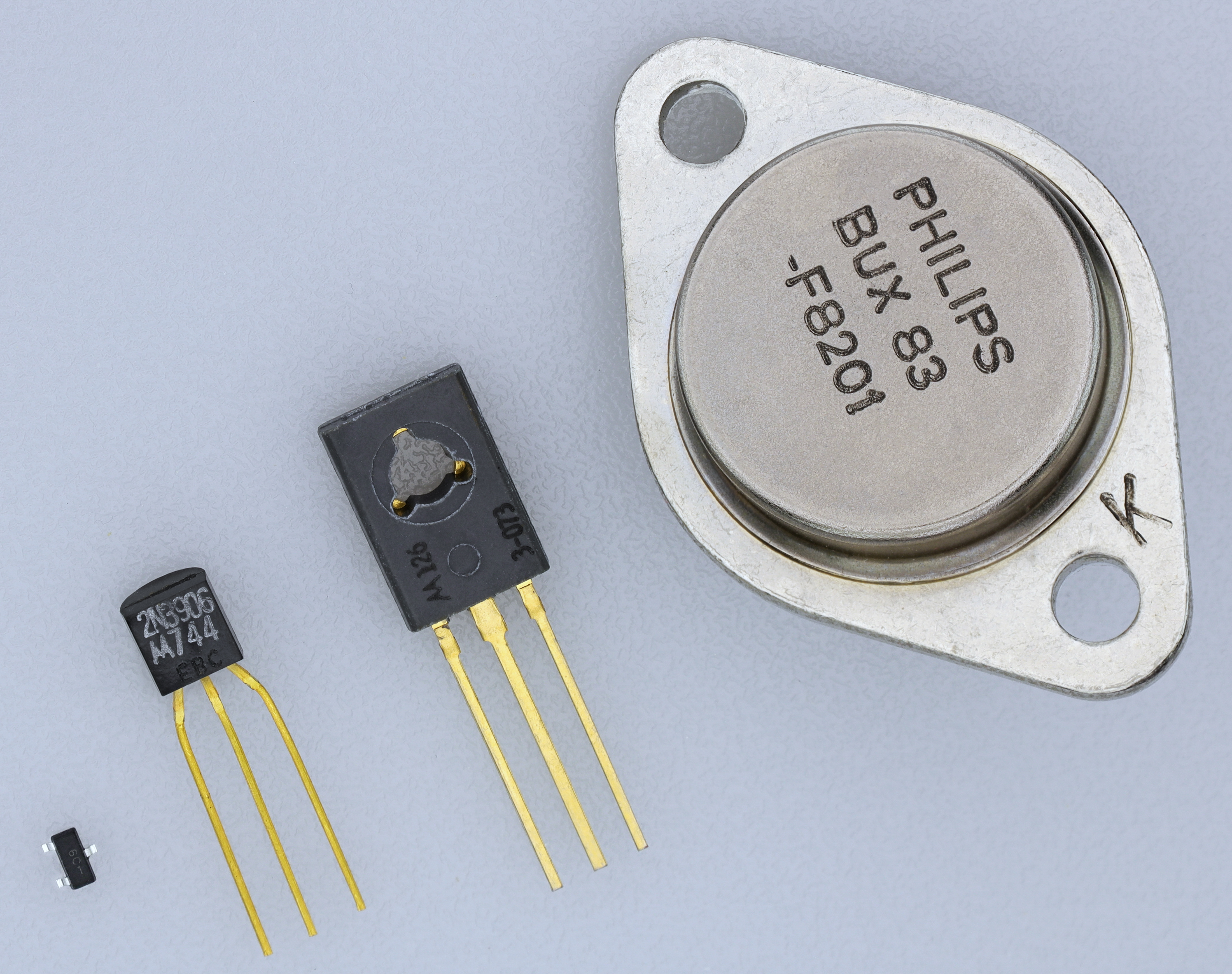
مقایسه اندازه بسته‌های ترانزیستور اتصال دوقطبی، از جمله (از چپ به راست): اس‌اوتی-۲۳، تی‌او-۹۲، تی‌او-۱۲۶، و تی‌او-۳

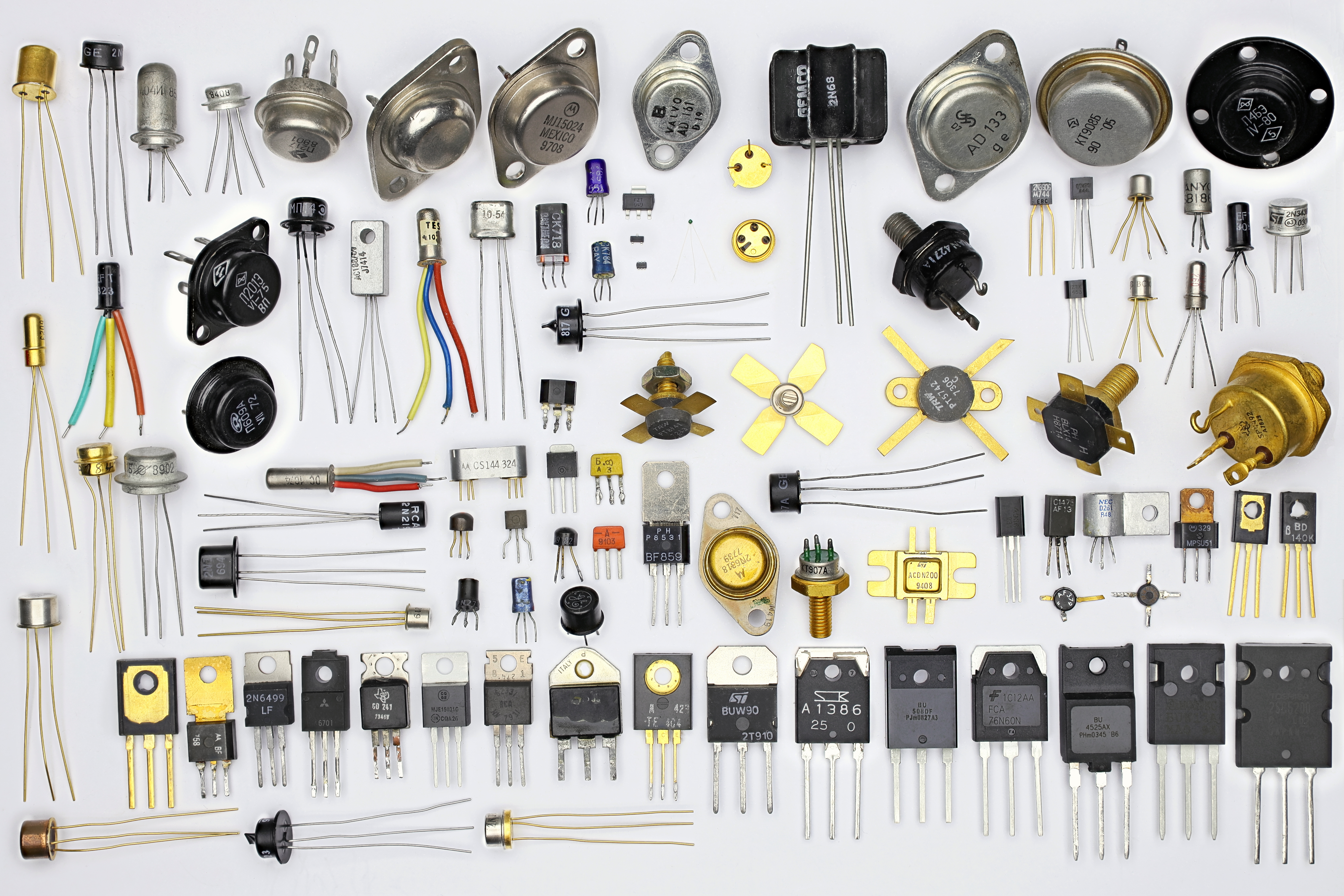
چند ترانزیستور

ترانزیستور (به انگلیسی: transistor) یک قطعهٔ الکترونیک ساخته شده از مواد نیم‌رسانا است که دارای سه‌پایه است و برای تقویت یا کلید سیگنال‌های الکتریکی و قدرت استفاده می‌شود. ترانزیستور یکی از افزاره‌های حالت‌جامد است که از مواد نیم‌رسانا مانند سیلیسیم و ژرمانیم ساخته می‌شود. یک ترانزیستور در ساختار خود دارای پیوندهای نوع N و نوع P است.
ترانزیستورها به دو دسته کلی تقسیم می‌شوند: ترانزیستورهای اتصال دوقطبی (BJT) و ترانزیستورهای اثر میدانی (فِت). اِعمال جریان در بی‌جی‌تی‌ها، و ولتاژ در فِت‌ها بین ورودی و پایانه مشترک، رسانایی بین خروجی و پایانه مشترک را افزایش می‌دهد، از این‌رو سبب کنترل شدت جریان بین آن‌ها می‌شود. مشخصات ترانزیستورها به نوع آن‌ها بستگی دارد. شکل ظاهری ترانزیستورها با توجه به توان و فرکانس کاری متفاوت است.
در مدارهای آنالوگ، ترانزیستور در تقویت‌کننده‌ها (در تقویت سیگنال‌هایی مانند صوت، تصویر، رادیویی …) و منابع تغذیه تثبیت‌شده خطی و غیرخطی (منبع تغذیه سوییچینگ) به کار می‌رود. در مدارهای دیجیتال از ترانزیستورها به عنوان سوییچ (کلید) الکترونیکی استفاده می‌شود. امروزه ترانزیستورها به ندرت جداگانه، بلکه به‌هم‌پیوسته در مدارهای مجتمع یک‌پارچه به کار می‌روند. مدارهای دیجیتال شامل گیت‌های منطقی (logic gates)، حافظه با دسترسی تصادفی (RAM)، ریزپردازنده‌ها و پردازنده‌های سیگنال دیجیتال (DSP) هستند.
ترانزیستور بی‌جی‌تی دارای سه‌پایه به نام‌های: بِیس (پایه) (به انگلیسی: Base)، کُلِکتور (جمع‌کننده) (به انگلیسی: Collector) و اِمیتر (منتشرکننده) (به انگلیسی: Emitter) است.

## ساختمان ترانزیستور اتصال دوقطبی بی‌جی‌تی
ترانزیستور اتصال دوقطبی بی‌جی‌تی از اتصال سه لایه بلور نیم‌رسانا تشکیل می‌شود. لایهٔ وسطی، بیس (به انگلیسی: Base)، و دو لایهٔ کناری، امیتر (به انگلیسی: Emitter) و کلکتور (به انگلیسی: Collector) نام دارد. نوع بلور بیس، با نوع بلور امیتر و کلکتور متفاوت است. معمولاً ناخالصی امیتر بیشتر از دو لایهٔ دیگر و عرض لایه بیس کمتر و عرض لایهٔ کلکتور بیشتر از لایه‌های دیگر است.
در یک ترانزیستور دو قطبی، امیتر یا گسیلنده بیشترین ناخالصی را دارد؛ که الکترون‌ها از امیتر به‌سوی کلکتور که ناخالصی کمتری دارد، گسیل داده می‌شوند.

## اهمیت

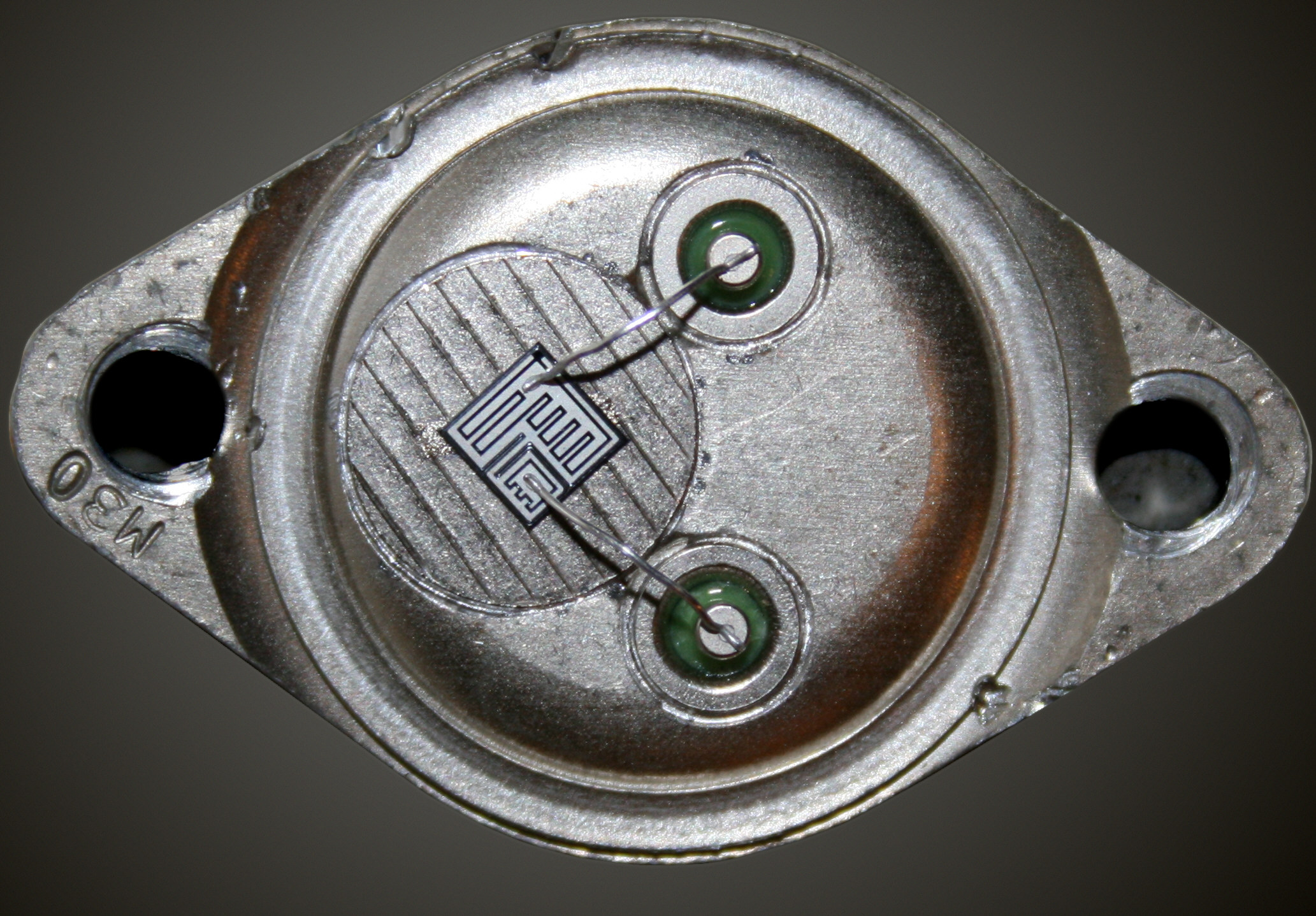
ترانزیستور دارلینگتون

ترانزیستور یکی از بزرگ‌ترین اختراعات در تاریخ نوین است و در رتبه‌بندی اهمیت، در کنار ماشین چاپ، خودرو و ارتباطات الکترونیک قرار دارد. ترانزیستور عنصر فعال بنیادی در الکترونیک مدرن است. اهمیت ترانزیستور در جامعهٔ امروز متکی به قابلیت تولید انبوه آن است که از یک فرایند ساخت کاملاً اتوماتیک که قیمت تمام‌شده هر ترانزیستور در آن بسیار ناچیز است، استفاده می‌کند. اگرچه ترانزیستور هنوز جداگانه نیز استفاده می‌شود ولی بیشتر در مدارهای مجتمع (IC، میکروچیپ، یا چیپ) همراه با دیود، مقاومت، خازن و دیگر قطعات الکترونیکی برای ساخت یک مدار الکترونیک به کار می‌رود. برای نمونه یک گیت منطقی حدود بیست ترانزیستور دارد یا یک ریزپردازنده پیش‌رفته در ۲۰۰۶ از بیش از ۷٫۱ میلیون ترانزیستور ماسفت ساخته شده است.
قیمت کم، انعطاف‌پذیری و اطمینان، از ترانزیستور یک قطعهٔ همه‌کاره ساخته است. مدارهای ترانزیستوری به خوبی جای‌گزین دستگاه‌های کنترل و ماشین‌ها شده‌اند. استفاده از یک میکروکنترلر استاندارد و یک برنامه رایانه‌ای که کنترل را انجام می‌دهد اغلب ارزان‌تر و مؤثرتر از طراحی مکانیکی معادل آن است.
به سبب قیمت کم ترانزیستورها، گرایش برای دیجیتال کردن اطلاعات بیشتر شده است، زیرا رایانه‌های دیجیتالی توانایی خوبی در جستجوی سریع، دسته‌بندی و پردازش اطلاعات دیجیتال دارند. در نتیجه امروزه داده‌های رسانه‌ای بیشتری به دیجیتال تبدیل می‌شوند و پس از پردازش با رایانه در اختیار کاربر قرار می‌گیرند. تلویزیون، رادیو و روزنامه‌ها از جمله چیزهایی هستند که بیشتر از این انقلاب دیجیتالی اثر گرفته‌اند.
برای بیان اهمیت ترانزیستور در الکترونیک همین بس که یک رایانه کوچک بدون ترانزیستور، یک اتاق متوسط و یک موتور برق و خنک‌کننده نیاز داشت.

## مزایای ترانزیستور بر لامپ خلاء
قبل از گسترش ترانزیستور، لامپ خلاء قطعه فعال اصلی تجهیزات الکترونیک بود. از مزایای ترانزیستور که آن را در بیشتر کاربردها جایگزین لامپ خلاء کرده می‌توان این‌ها را نام برد:
- اندازه به مراتب کوچک‌تر
- تولید کاملاً خودکار
- هزینه کمتر (در تولید انبوه)
- ولتاژ کاری پایین‌تر (لامپ خلاء در ولتاژهای بیش‌تر کار می‌کند)
- بی‌نیازی به گرم‌شدن اولیه (بیشتر لامپ‌های خلاء به ۱۰ تا ۶۰ ثانیه زمان برای گرم‌شدن نیاز دارند)
- تلفات توان کمتر (گرمایی، ولتاژ اشباع خیلی پایین)
- قابلیت اطمینان و سختی بدنه بیشتر (اگرچه لامپ خلاء از نظر الکتریکی و در برابر پالس‌های الکترومغناطیسی هسته‌ای (NEMP) و تخلیه الکتروستاتیکی (ESD) مقاوم‌ترند)
- عمر بسیار بیشتر (کاتد لامپ خلاء و حتی خلاء آن سرانجام از بین می‌رود)
- فراهم آوردن دستگاه‌های مکمل (امکان ساختن مدارات مکمل متقارن: لامپ خلاء قطبی معادل نوع مثبت بی‌جی‌تی‌ها و نوع مثبت فِت‌ها در دسترس نیست)
- قابلیت کنترل جریان‌های زیاد (ترانزیستورهای قدرت برای کنترل صدها آمپر یا بیشتر در دسترس‌ند، لامپ خلاء برای کنترل حتی یک آمپر، بزرگ و هزینه‌بر است)
- نداشتن پرتوهای خطرناک در ولتاژهای بالا.
- میکروفونی بسیار کمتر (لرزش می‌تواند بر خصوصیات لامپ خلاء اثر بگذارد).

## تاریخچه

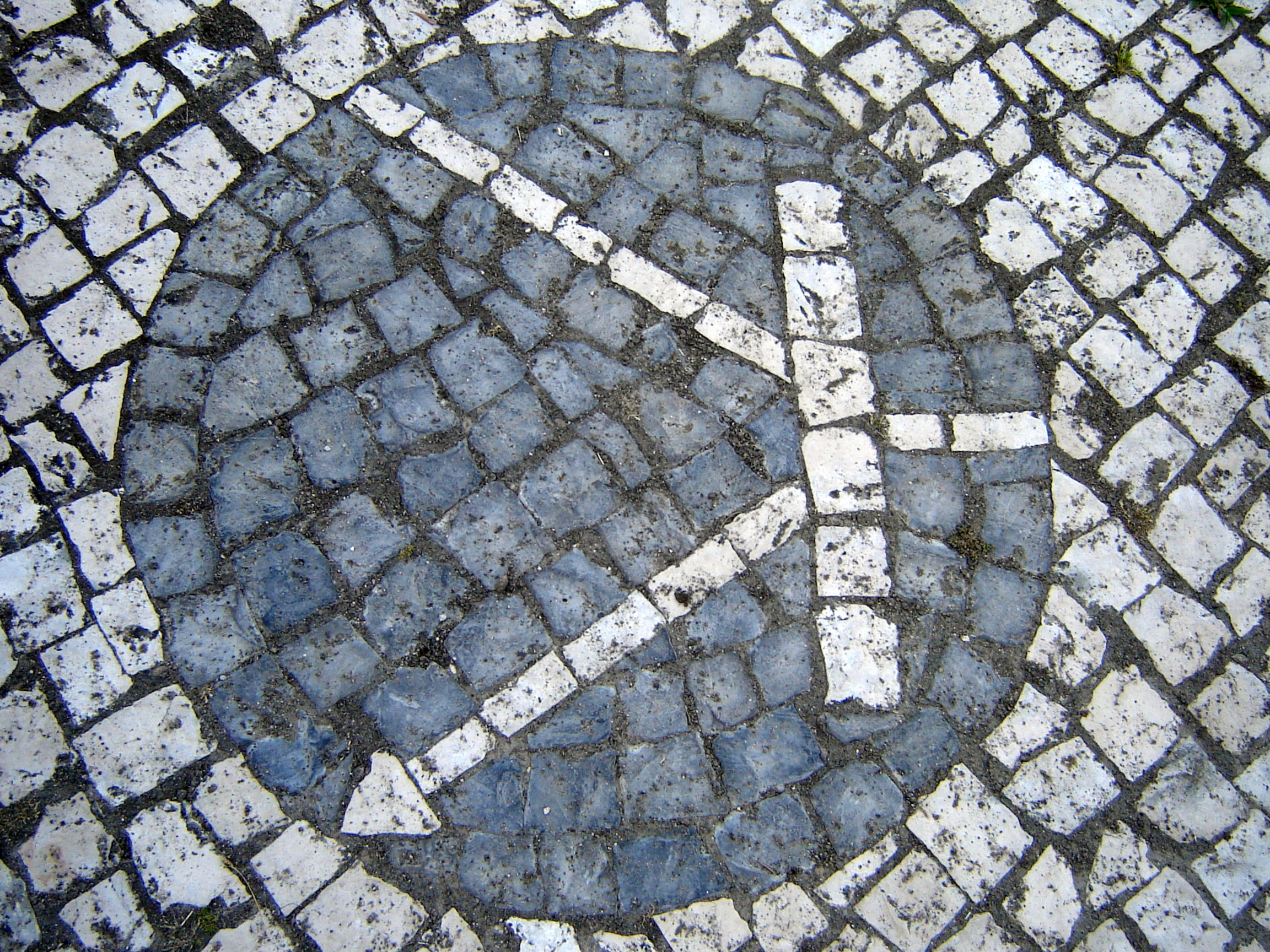
نماد ترانزیستور در یک پیاده‌رو در دانشگاه آویرو، کشور پرتغال.

نخسین ترانزیستور اثر میدان را یولیوس ادگار لیلینفلد، فیزیک‌دانی آلمانی، در ۱۹۲۸ اختراع و ثبت کرد، گرچه او هیچ مقاله‌ای دربارهٔ آن منتشر نکرد و این اختراع از سوی صنعت نادیده گرفته شد. فیزیکدان آلمانی دیگری، اسکار هایل، ترانزیستور اثر میدان دیگری را در ۱۹۳۴به ثبت رساند. هیچ مدرکی که این ترانزیستور ساخته شده‌باشد در دست نیست، اما بعداً کارهایی در دهه ۹۰ میلادی نشان داد که یکی از طرح‌های لیلینفلد کار کرده و بهره تقویت کنندگی قابل توجهی داشته است. مدارک ثبت اختراع آزمایشگاه‌های بل نشان می‌دهد که ویلیام شاکلی و جرالد پیرسن یک نسخه قابل استفاده از اختراع لیلینفلد ساخته‌اند، در حالی که آن‌ها هیچ‌گاه آن را در تحقیقات و مقالات خود یاد نکردند.
در ۲۳ دسامبر ۱۹۴۷، ویلیام شاکلی، جان باردین و والتر براتین، اولین ترانزیستور اتصال نقطه‌ای را در آزمایشگاه‌های بل ساختند. این کار با تلاش‌های زمان جنگ برای تولید دیود مخلوط‌کننده با بلور ژرمانیم خالص ادامه یافت، این دیود در رادار به عنوان مخلوط‌کننده فرکانس در گیرنده‌های ریزوموج استفاده می‌شد. یک پروژه دیود ژرمانیم در دانشگاه پردو، بلورهای نیم‌رسانای ژرمانیم را با کیفیت خوب که در آزمایشگاه‌های بل استفاده می‌شد ساخت. سرعت سوئیچ لامپ خلأ برای این کار کافی نبود، و این، تیم بل را بر آن داشت تا از دیود نیم‌رسانا استفاده کنند. آن‌ها با دانش خود شروع به طراحی یک سه‌قطبی نیم‌رسانا کردند، اما دریافتند که کار ساده‌ای نیست. جان باردین سرانجام یک شاخه جدید فیزیک سطح را برای محاسبه رفتار عجیبی که دیده بودند پیش نهاد و سرانجام براتین و باردین یک قطعه عملی ساختند.

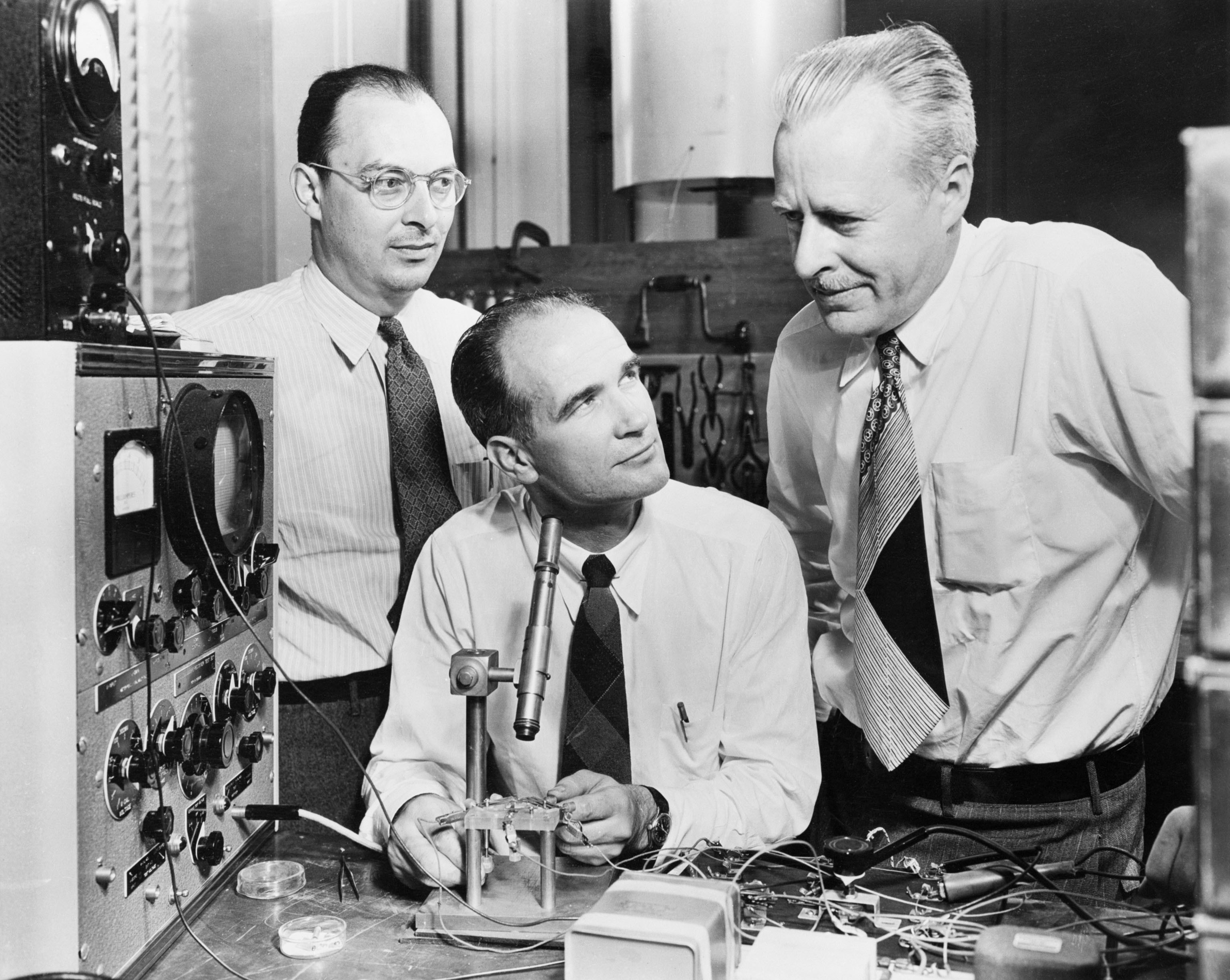
از چپ به راست: جان باردین، ویلیام شاکلی و والتر برتن در آزمایشگاه‌های بل، ۱۹۴۸ میلادی. این عکس یکی از عکس‌های تبلیغاتی است که در زمان اعلام عمومی اختراع ترانزیستور، توسط آزمایشگاه‌های بل منتشر شده است. اگرچه ماجرای اختراع ترانزیستور توسط این سه تن بسیار بحث‌برانگیز بود و آن‌ها اختلافاتی بر سر اسناد ثبت اختراع داشتند، اما آزمایشگاه بل در عکس‌های تبلیغاتی هر سه این افراد را در اختراع ترانزیستور سهیم می‌دانست.

آزمایشگاه‌های بل برای این اختراع به یک نام نیاز داشت: «سه‌قطبی نیم‌رسانا»، «سه‌قطبی جامد»، «سه‌قطبی اجزاء سطحی»، «سه‌قطبی بلوری» و «لاتاتورن» که مطرح شده‌بودند، اما «ترانزیستور» را که جان رابینسون پیرس پیش نهاده بود، برنده قرعه کشی شد. برای این اسم در یادداشت فنی بعدی شرکت رای گرفته‌شد.
ترانزیستور، ترکیب اختصاری از «ترانسفر» (انتقال) و «رزیستور» (مقاومت) است. این قطعه منطقاً متعلق به خانواده مقاومت متغیر است که «امپدانس انتقالی» و «بهره» دارد؛ بنابراین این اسم یک ترکیب توصیفی است. -آزمایشگاه‌های تلفن بل- یاداشت فنی (۲۸ می۱۹۴۸)
در آن زمان تصور می‌شد که این قطعه مثل دو لامپ خلاء است. لامپ خلاء هدایت انتقالی دارد، بنابراین ترانزیستور هم هدایت انتقالی دارد؛ و این اسم می‌بایست متناسب با نام دیگر قطعات مثل واریستور، ترمیستور باشد؛ و نام ترانزیستور پیشنهاد شد.
آزمایشگاه‌های بل، ترانزیستور تک‌پیوندی را بی‌درنگ از تولیدات انحصاری شرکت وسترن الکتریک در آلنتون پنسیلوانیا قرار داد. نخستین ترانزیستورها برای گیرنده‌های رادیو AM ساخته و به نمایش گذاشته شدند اگر چه در واقع فقط آزمایش‌گاهی بودند. به هر حال در ۱۹۵۰ شاکلی یک نوع کاملاً متفاوت ترانزیستور را پیش نهاد که به ترانزیستور اتصال دوقطبی معروف شد. اگرچه اصول کار آن با ترانزیستور تک اتصالی فرق می‌کند، این قطعه‌ای است که امروزه به عنوان ترانزیستور شناخته می‌شود. پروانه تولید آن نیز به تعدادی از شرکت‌های الکترونیک شامل تگزاس اینسترومنتس که تعداد محدودی رادیو ترانزیستوری تولید می‌کرد داده شد. ترانزیستورهای اولیه از نظر شیمیایی ناپایدار بودند و فقط برای کاربردهای فرکانس و توان پایین مناسب بودند، اما همینکه طراحی ترانزیستور توسعه یافت این مشکلات نیز کم‌کم رفع شدند.
هنگامی که ماسارو ایبوکا، مؤسس شرکت ژاپنی سونی از آمریکا بازدید می‌کرد آزمایشگاه‌های بل مجوز ساخت و نیز دستورالعمل‌های ساخت ترانزیستور را منتشر کرده بود. ایبوکا پروانه تولید را از وزارت دارایی ژاپن گرفت و در ۱۹۵۵ رادیوی جیبی خود را با مارک سونی معرفی کرد. بعد از دو دهه ترانزیستورها به تدریج جای لامپ‌های خلاء را در بسیاری از کاربردها گرفتند و بعدها امکان تولید مدارات مجتمع و دستگاه‌های جدیدی مانند رایانه‌های شخصی را فراهم آوردند.
از ویلیام شاکلی، جان باردین و والتر براتِین به پاس تحقیقاتشان در نیم‌رساناها و کشف اثر ترانزیستور با جایزه نوبل فیزیک قدردانی شد.

## کاربرد
ترانزیستور در مدارات الکترونیک آنالوگ و دیجیتال کاربردهای بسیار دارد. در مدارات آنالوگ، ترانزیستور در ناحیه فعال کار می‌کند و می‌توان از آن به عنوان تقویت‌کننده یا تثبیت‌کننده ولتاژ (رگولاتور) و … استفاده کرد. در مدارات دیجیتال ترانزیستور در دو ناحیه قطع و اشباع کار می‌کند که می‌توان از آن در پیاده‌سازی مدار منطقی، حافظه و سوئیچ (وسیله قطع و وصل جریان) استفاده کرد.

## عملکرد
ترانزیستور، یک قطعه سه‌پایه است که با اعمال ولتاژ به یکی از پایه‌ها، می‌توان جریان از دوپایه دیگر را کنترل کرد. برای کار ترانزیستور در مدار، ولتاژها و جریان‌های لازم را باید با مقاومت‌ها برای آن فراهم کرد یا اصطلاحاً آن را بایاس کرد. ترانزیستور سه ناحیه کاری دارد:
1. قطع
2. فعال (کاری یا خطی)
3. اشباع

در ناحیه قطع ترانزیستور خاموش است. در ترانزیستورهای بی‌جی‌تی، با افزایش ولتاژ بیس، ترانزیستور از حالت قطع بیرون آمده و به ناحیه فعال وارد می‌شود. در حالت فعال ترانزیستور مثل یک عنصر تقریباً خطی عمل می‌کند اگر ولتاژ بیس را همچنان افزایش دهیم به ناحیه‌ای می‌رسیم که با افزایش جریان ورودی بیس دیگر شاهد افزایش جریان بین کلکتور و امیتر نخواهیم بود. به این حالت اشباع می‌گویند و اگر جریان ورودی بیس زیادتر شود ممکن است ترانزیستور بسوزد.
ترانزیستور در ناحیه فعال کاربرد تقویت‌کننده دارد و در ناحیه قطع و اشباع به عنوان یک سوئیچ به کار می‌رود که می‌توان برای تحریک یک رله یا در مدارات کلیدزنی به عنوان یک سوئیچ سریع از آن استفاده کرد.

## انواع
دو دسته اصلی ترانزیستورها، ترانزیستور دوقطبی پیوندی و ترانزیستور اثرِ میدان (فِت) هستند. ترانزیستورهای اثر میدان، خود به دو دستهٔ ترانزیستور پیوندی اثر میدان (JFET) و ترانزیستور اثر میدان نیم‌رساناِ اکسید-فلز که به اختصار به آن ماسفت گفته می‌شود، تقسیم می‌شوند.

### ترانزیستور دوقطبی پیوندی
در ترانزیستور دو قطبی پیوندی با اعمال جریان به پایه بیس جریان عبوری از دوپایه کلکتور و امیتر کنترل می‌شود. ترانزیستورهای دوقطبی پیوندی در دونوع npn و pnp ساخته می‌شوند. بسته به حالت بایاس این ترانزیستورها ممکن است در ناحیه قطع، فعال یا اشباع کار کنند. سرعت بالای این ترانزیستورها و بعضی قابلیت‌های دیگر باعث شده که هنوز هم از آن‌ها در بعضی مدارات خاص استفاده شود. امروزه در مدارات مجتمع به جای استفاده از مقاومت و خازن، از ترانزیستور استفاده می‌کنند.
روش‌های بایاس ترانزیستور
1. بایاس ثابت
2. بایاس سرخود
3. بایاس اتوماتیک

### ترانزیستور پیوندی اثر میدانی (جی‌فِت)
در ترانزیستورهای پیوند اثر میدانی (جی‌فِت)، با اعمال ولتاژ به پایه گِیت، میزان جریان میان دوپایه سورس و دِرِین کنترل می‌شود. ترانزیستور اثر میدانی به دو نوع تقسیم می‌شود: نوع n یا نوع-N و نوع p یا نوع-P. از دیدگاهی دیگر این ترانزیستورها در دو نوع افزایشی و تخلیه‌ای ساخته می‌شوند. نواحی کار این ترانزیستورها شامل «فعال» و «اشباع» و «ترایود» است این ترانزیستورها تقریباً هیچ استفاده‌ای ندارند چون محدودیت جریان دارند و به سختی مجتمع می‌شوند.

#### انواع ترانزیستور پیوندی
- PNP: شامل سه لایه نیم‌رسانا که دو لایه کناری از نوع p و لایه میانی از نوع n است و در آن جهت جاری شدن حفره‌ها با جهت جریان یکی است.
- NPN: شامل سه لایه نیم هادی که دو لایه کناری از نوع n و لایه میانی از نوع p است.

پس از درک ایده‌های اساسی برای pnp می‌توان به سادگی آن‌ها را به ترانزیستور پرکاربردتر npn مربوط ساخت.

#### ساختار ترانزیستور پیوندی
ترانزیستور پیوندی دارای دو پیوند است. یکی بین امیتر و بیس و دیگری بین بیس و کلکتور. به همین دلیل ترانزیستور شبیه دو دیود است. دیود سمت چپ دیود بیس _ امیتر یا دیود امیتر، و دیود سمت راست دیود کلکتور _ بیس یا دیود کلکتور است. میزان ناخالصی ناحیه وسط به مراتب کمتر از دو ناحیه جانبی است. این کاهش ناخالصی باعث کم شدن هدایت و زیاد شدن مقاومت این ناحیه می‌گردد.
امیتر که به شدت آلاییده (به انگلیسی: Doped) شده، نقش گسیل یا تزریق الکترون به بیس را به عهده دارد. بیس بسیار نازک ساخته شده و آلایش آن ضعیف است و لذا بیشتر الکترون‌های تزریق شده از امیتر را به کلکتور عبور می‌دهد. میزان آلایش کلکتور کمتر از میزان آلایش امیتر و بیشتر از آلایش بیس است و کلکتور الکترون‌ها را از بیس جمع می‌کند.

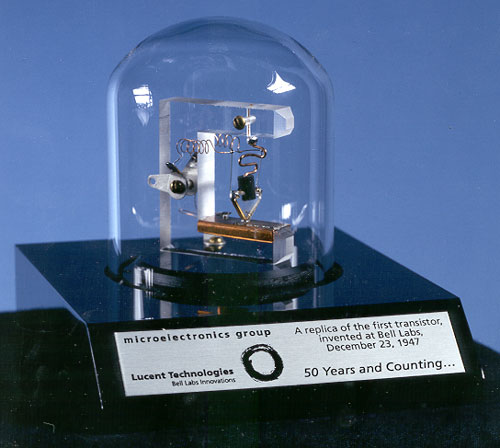
بازسازی اولین ترانزیستور جهان

#### طرز کار ترانزیستور پیوندی
طرز کار ترانزیستور pnp مشابه npn است، به شرط اینکه الکترونها و حفره‌ها با یکدیگر عوض شوند. در نوع npn به علت بایاس مستقیم دیود امیتر ناحیه تهی کم عرض می‌شود، در نتیجه حاملهای اکثریت یعنی الکترونها از ماده n به ماده p هجوم می‌آورند. حال اگر دیود بیس _ کلکتور را به حالت معکوس بایاس کنیم، ناحیه دیود کلکتور به علت بایاس معکوس عریض‌تر می‌شود. الکترونهای جاری شده به ناحیه p در دو جهت جاری می‌شوند. بخشی از آن‌ها از پیوندگاه کلکتور عبور کرده به ناحیه کلکتور می‌رسند و تعدادی از آن‌ها با حفره‌های بیس بازترکیب شده و به عنوان الکترونهای ظرفیت به سوی بیس روانه می‌شوند، این مؤلفه بسیار کوچک است.

## شیوهٔ اتصال ترانزیستورهای پیوندی به مدار

### اتصال بیس مشترک
در این اتصال پایه بیس بین هر دو بخش ورودی و خروجی مدار مشترک است. جهت‌های انتخابی برای جریان شاخه‌ها جهت قراردادی جریان در همان جهت حفره‌ها می‌شود. در این اتصال امپدانس ورودی کم و امپدانس خروجی زیاد است بهره ولتاژ نیز زیاد است این اتصال بیشتر برای تقویت کردن سیگنال‌ها با دامنه کم یا تطبیق امپدانس بین دو بلوک کارایی دارد.

### اتصال امیتر مشترک
مدار امیتر مشترک بیشتر از سایر روش‌ها در مدارهای الکترونیکی کاربرد دارد و مداری است که در آن امیتر بین بیس و کلکتور مشترک است. این مدار دارای امپدانس ورودی کم، و امپدانس خروجی بالاست.

### اتصال کلکتور مشترک
اتصال کلکتور مشترک برای تطبیق امپدانس در مدار بکار می‌رود، زیرا برعکس حالت قبلی دارای امپدانس ورودی زیاد و امپدانس خروجی پائین است. اتصال کلکتور مشترک غالباً به همراه مقاومتی بین امیتر و زمین به نام مقاومت بار بسته می‌شود.

### ترانزیستور اثر میدان فِت
این ترانزیستورها نیز مانند جی‌فِت‌ها عمل می‌کنند با این تفاوت که جریان ورودی گیت آن‌ها صفر است. همچنین رابطه جریان با ولتاژ نیز متفاوت است. این ترانزیستورها دارای دو نوع پی‌ماس و اِن‌ماس هستند که فناوری استفاده از دو نوع آن در یک مدار فناوری سیماس نام دارد.
این ترانزیستورها امروزه بسیار کاربرد دارند زیرا به راحتی مجتمع می‌شوند و فضای کمتری اشغال می‌کنند. همچنین مصرف توان بسیار ناچیزی دارند. به فناوری‌هایی که از دو نوع ترانزیستورهای دوقطبی و ماسفت در آن واحد استفاده می‌کنند بای‌سیماس می‌گویند.
البته نقطه کار این ترانزیستورها نسبت به دما حساس است و تغییر می‌کند؛ بنابراین بیشتر در کلیدزنی بکار می‌روند.

#### ساختار و طرز کارترانزیستور اثر میدانی- فت
همانگونه که از نامش بر می‌آید، پایه کنترلی آن جریانی مصرف نمی‌کند و تنها با اعمال ولتاژ و ایجاد میدان درون نیم‌رسانا، جریان عبوری از فِت کنترل می‌شود. به همین دلیل ورودی این مدار هیچ گونه اثر بارگذاری بر روی طبقات قبلی نمی‌گذارد و امپدانس بسیار بالایی دارد.
فت دارای سه‌پایه با نام‌های درین D، سورس S و گیت G است که پایه گیت، جریان عبوری از درین به سورس را کنترل می‌نماید. فت‌ها دارای دو نوع N کانال و P کانال هستند. در فت نوع N کانال زمانی که گیت نسبت به سورس مثبت باشد جریان از درین به سورس عبور می‌کند. فِت‌ها معمولاً بسیار حساس بوده و حتی با الکتریسیته ساکن بدن نیز تحریک می‌گردند. به همین دلیل نسبت به نویز بسیار حساس هستند.
نوع دیگر ترانزیستورهای اثر می‌دانی ماسفتها هستند (ترانزیستور اثر میدانی اکسید فلزی نیم‌رسانا) یکی از اساسی‌ترین مزیت‌های ماسفت‌ها نویز کمتر آن‌ها در مدار است.
فت‌ها در ساخت فرستنده باند اف ام رادیو نیز کاربرد فراوانی دارند. برای تست کردن فت کانال N با مالتی متر، نخست پایه گیت را پیدا می‌کنیم؛ یعنی پایه‌ای که نسبت به دوپایه دیگر در یک جهت مقداری رسانایی دارد و در جهت دیگر مقاومت آن بی‌نهایت است. معمولاً مقاومت بین پایه درین و گیت از مقاومت پایه درین و سورس بیشتر است که از این طریق می‌توان پایه درین را از سورس تشخیص داد.

### نحوه سوختن ترانزیستورها
ترانزیستورها فارغ از نحوه اتصال و نحوه ورود شوک به مدار آن به دو صورت کلی می‌سوزند:
الف) حالت سوختن اتصال کوتاه امیتر به کلکتور یا حالت اتصال‌کوتاه پیوند: در این حالت مسیر امیتر به کلکتور به صورت یکسره برقرار می‌گردد که این حالت ترانزیستور با قطع ورودی پایه بیس به امیتر، همچنان وصل است. در واقع در این حالت مثل آن می‌ماند که سوئیچ به صورت یکسره و تا زمان وجود ولتاژ روی پایه کلکتور به امیتر همچنان وصل باشد.
ب) حالت سوختن قطع پیوند مسیر امیتر به کلکتور یا حالت قطع: حالت سوختن مدار قطع: در این حالت پیوند امیتر به کلکتور به صورت دائمی قطع می‌گردد؛ یعنی حتی با تحریک بیس ترانزیستور، دیگر هیچ تغییری روی خروجی ولتاژ روی پایه کلکتور ترانزیستور وجود ندارد. به‌طور کلی در این حالت، ارتباط پایه امیتر به کلکتور تحت هیچ شرایطی برقرار نمی‌گردد.

#### دلایل سوختن ترانزیستورها
سوختن ترانزیستور می‌تواند دلایل زیادی داشته باشد. از جمله این دلایل می‌توان به اعمال ولتاژ بالای خارج از محدوده ولتاژ ترانزیستور به آن اشاره کرد که این ولتاژ می‌تواند از طریق پایه امیتر به ترانزیستور منتقل شده یا در مدارات مکانیکی اعمال بار سلفی سیم پیچ مصرف‌کننده و در زمان Peak Off آن به پایه کلکتور اشاره کرد که جلوگیری از هرکدام از آن‌ها روش‌های مربوط به خود را دارد.
یکی دیگر از دلایل آن می‌تواند قراردادن مصرف‌کننده با جریان بیش از اندازه قدرت سوئیچ ترانزیستور باشد که منجر به گرم شدن، داغ شدن و نهایتاً سوختن ترانزیستور می‌گردد.
همچنین قطعات نیم‌رسانا که در نقش کلیدزنی هستند و اتصال کوتاه می‌شوند به دلیل وجود جریان‌های ضربه‌ها یا ولتاژ بالاست (بهترین وقتی رخ می‌دهد که ولتاژ ضربه‌ای، متغیر با زمان فرکانس بالا و … باشد)
همچنین از دلایل سوختن قطعات نیم‌رسانا که در نقش کلیدزنی هستند و اتصال باز می‌شوند به دلیل وجود جریان‌های dc ضربه‌ای می‌باشد.
این دو دلیل هم بابت عدم ایده‌آل بودن نفوذ قطعات در هنگام ساخت قطعه است؛ یعنی وقتی که قطعه p روی n قرار می‌گیرد به جای اینکه سطوح صاف و مثلاً مثل مستطیل باشند، لبه‌های تند و تیز یا در جاهایی یکنواختی وجود دارد که لبه‌های تیز باعث حالت اول و لبه‌های صاف ایجاد حالت دوم می‌کند.